# ハッテンホーフェン (ヴュルテンベルク)
ハッテンホーフェン (ドイツ語: Hattenhofen) はドイツ連邦共和国バーデン＝ヴュルテンベルク州シュトゥットガルト行政管区のゲッピンゲン郡に属す町村（以下、本項では便宜上「町」と記述する）である。シュヴェービシェ・アルプ山麓の小さな町である。この町はレギオン・シュトゥットガルト（シュトゥットガルト地方、1992年まではネッカー川中流地域）およびシュトゥットガルト欧州大都市圏に含まれる。

## 地理

### 位置
ハッテンホーフェンはシュトゥットガルトとウルムとの間のシュヴェービシェ・アルプの麓に位置する。この町は数多くの果樹園に囲まれている。シュトゥットガルト大都市圏の辺縁部に含まれる。

### 地学
この町はシュヴァルツァー・ジュラ（ジュラ紀前期）の、化石が豊かに含まれる Posidonienschiefer と呼ばれるスレート層に位置しており、1979年に創設されたホルツマーデン化石採掘保護区の一部となっている。

### 隣接する市町村
この町は、アルバースハウゼン、ウーヒンゲン（シュパールヴィーゼン地区）、ゲッピンゲン（ベツゲンリート管区）、ツェル・ウンター・アイヒェルベルク、オームデン、シュリアーバッハと境を接する。オームデンはエスリンゲン郡、それ以外はいずれもゲッピンゲン郡に属す。

### 自治体の構成
自治体ハッテンホーフェンには、ハッテンホーフェンの他にリーデンホーフ農場と城趾が含まれる。

### 土地利用
| 用途                 | 面積 (ha) | 占有率 (%) |
| -------------------- | --------- | ---------- |
| 住宅地               | 52        | 6.7        |
| 商工業地             | 14        | 1.8        |
| レクリエーション用地 | 5         | 0.7        |
| その他市街地         | 21        | 2.7        |
| 交通用地             | 53        | 6.9        |
| 農業用地             | 524       | 68.6       |
| 森林                 | 79        | 10.3       |
| 水域                 | 8         | 1.0        |
| その他               | 8         | 1.0        |
| 合計                 | 764       | 100        |

2022年現在の州統計局のデータに基づく。

## 歴史

### 18世紀以前
ローマ時代に町域での定住が行われていたことが考古学的に証明されている。シェーフェレシュには荘園があった。
メロヴィング時代には、町域南西部に集落があった。考古学的出土品からこの集落は少なくとも13世紀になるまで存続していたことが判っている。廃村ピッペンドルフがこれにあたる。現在の地名はメロヴィング朝後期に成立した。地名はアレマン人の家門 Hatto または Hatten に由来する。この頃に後の村（ハッテンホーフェン中心部）の周辺に集落が形成されたと推定されている。集落の発展についての詳細は判っていない。おそらく、ロイシュタット地区とツェベダイ地区でそれぞれ個別に中核部が形成され、最終的に一緒に発展したと考えられる。
文献上最初に Hattenhoven について言及しているのは、コンスタンツ司教領の十分の一税台帳 Liber decimationis で、1275年に記録されている。ハッテンホーフェンはアイヒェンベルク伯領とともに1334年から1339年までヴュルテンベルクに属した。1365年までリヒテンシュタイン領主家に担保に出されていた。その後一時的にアムト・キルヒハイムに属した後、1485年にアムト・ゲッピンゲンに移管された。

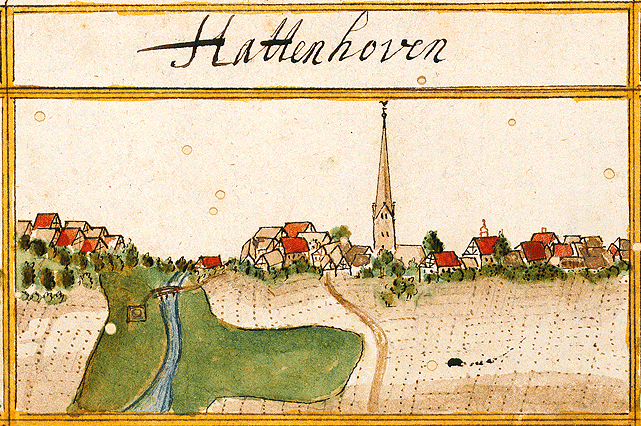
1683年にアンドレアス・キーザーの森林簿に描かれたハッテンホーフェン

三十年戦争とペストが、ハッテンフォーフェンにも打撃を与えた。かつての600人の住人のうち、1637年まで生き延びた者は20人に過ぎなかった。

### 行政上の所属
1806年のヴュルテンベルク王国建国による新たな行政機構の適用により、この町は引き続きオーバーアムト・ゲッピンゲンの下に留まった。
ナチ政権下での1938年のヴュルテンベルクの地域再編でこの町はゲッピンゲン郡に編入された。第二次世界大戦後、1945年にアメリカ占領地区の一部となり、この年に新たに創設されたヴュルテンベルク＝バーデン州に属した。この州は1952年にバーデン＝ヴュルテンベルク州に再編され、この町もこれに属した。1970年からこの町は、アイヒェルベルク、ボル、デュルナウ、ガンメルスハウゼン、ツェル・ウンター・アイヒェンベルクとともにラウム・バート・ボル自治体行政連合を形成している。

## 住民

### 人口推移
1970年以降の数値は、バーデン＝ヴュルテンベルク州統計局のデータに基づいている。
| 時期           | 人口（人） |
| -------------- | ---------- |
| 1837年         | 1004       |
| 1907年         | 0971       |
| 1939年05月17日 | 0879       |
| 1950年09月13日 | 1373       |
| 1970年05月27日 | 1714       |
| 1983年12月31日 | 2671       |
| 1987年05月25日 | 2715       |
| 1991年12月31日 | 2975       |
| 1995年12月31日 | 3056       |
| 2005年12月31日 | 3004       |
| 2010年12月31日 | 2933       |
| 2015年12月31日 | 2978       |
| 2020年12月31日 | 2975       |

### 宗教
宗教改革以後、ハッテンフォーフェンには福音主義が根付いている。現在も町内には主に福音主義キリスト教徒が住んでいる。福音主義ハッテンホーフェン教会は、ゲッピンゲン教会管区に属している。ハッテンホーフェンの教会は1275年に初めて記録されている。教会守護権はアイヒェルベルク伯を介してヴュルテンベルクに移され、1956年にゲッピンゲンのオーバーホーフェン修道院の所有となり、1457年にこの修道院に編入された。この中核部分がロマネスク様式のエギディウス教会は、何度も改築が重ねられた。その最後は1930年であった。塔（1150年頃）は現在もロマネスク様式の窓とゴシック様式の窓を有している。1920年にシュトゥットガルトのガラス画家アドルフ・ザイレ（父、1879年 - 1964年）がピエタを描いたステンドガラスを制作した。
この他にローマ＝カトリックと新使徒教会の組織が存在している。

## 行政

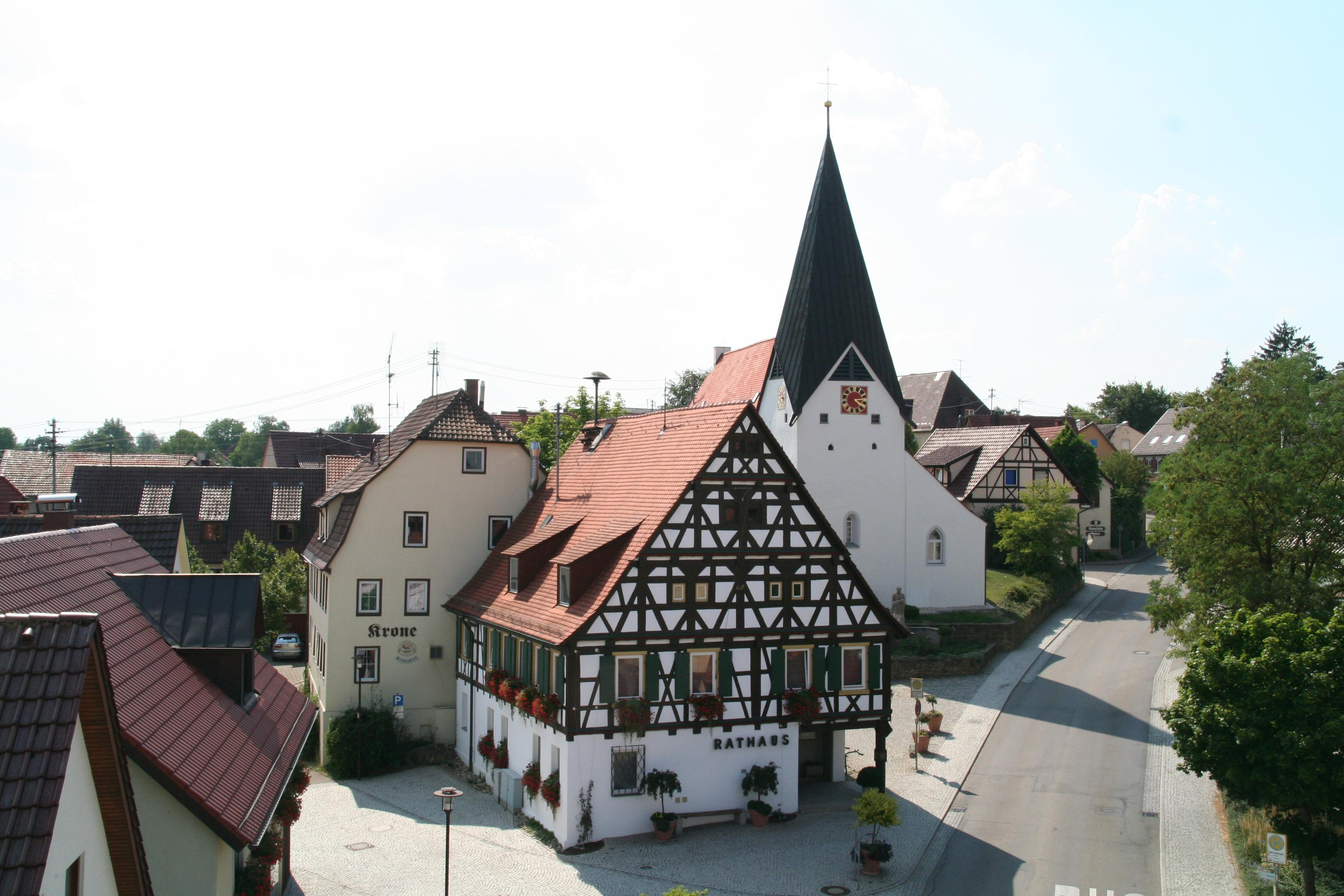
ハッテンホーフェンの町役場と教会

### 議会
ハッテンホーフェンの町議会議員は12議席である。議会は、これらの選出された名誉職の議員と議長を務める町長とで構成されている。町長は議会において投票権を有している。

### 首長
ヨーヘン・ロイターは、2019年10月に4期目の再選を果たした。

### 紋章
図柄: 赤地。緑の丘の上、2本の金の広葉樹の間に銀の家。家には銀のレンガ屋根、閉じた扉と2つの窓がある。
この町は、上の角が銀色で家の隣に木が描かれた紋章を用いた印章を1916年から用いていた。その後取り除かれた上の角の銀色はアイヒェルベルク伯を意味するものであった。家と木は地名の一部である Hof（ドイツ語で、農場、貴族の館などの意味を持つ。ホーフェンはその複数形）を表している。現在の形の紋章は1959年8月15日に内務省によって公式に認可された。
町の色は白 - 赤である。

## 文化と見所
この町は、修復された木組み建築の特徴的な景観によって、1985年に開催された連邦レベルのコンテスト「Unser Dorf soll schöner」（我らの村が美しい）で金メダルを獲得した。この町には、飲むことのできる炭酸水が湧出する泉がある。この泉は1950年代まで住民の飲用水として利用されていた。

### 自然・気候保護
町を囲む数多くの果樹園の他に、ハッテンホーフェン町内には多くの動植物の生息地になっているビオトープがいくつも存在する。この町は1993年から世界的な「気候同盟」に加盟しており、多くの気候保護プロジェクトに参加している。また、ハッテンホーフェンは、バーデン＝ヴュルテンベルク州で最初のエコロジカルな農地整理を行った。また2015年2月24日にハッテンホーフェンは、ゲッピンゲン郡で初めて、バーデン＝ヴュルテンベルク州環境大臣フランツ・ウンターシュテラーによって「ヨーロピアン・エナジー・アワード」(EEA) を授与された。

## 経済と社会資本

### 施設
2009年に改修されたジラーハレ、1975年に建設されたスポーツ広場、1978年に設けられた炭酸水の泉が特徴的なインフラ施設である。ハッテンフォーフェンには医院が2院、歯医者が1院、薬局が1軒、ハイルプラクティカー、旅館4軒、銀行2軒、郵便局1軒、肉屋1軒、パン屋2軒、理髪店、花屋、それから町の中心部にスーパーマーケットが1軒ある。2008年から町の中心部にドイツ赤十字シニアセンターがある。

### 交通
ハッテンホーフェンは連邦アウトバーン8号線のアイヒェルベルク・インターチェンジから約 4 km の距離にある。町を連結道路の郡道1419号線 (K 1419) が通っている。この道路はシュリアーバッハとベツゲンリート（ゲッピンゲン市）とを結んでいる。また、K1443経由でアルバースハウゼンと、K1421経由でツェル・ウンター・アイヒェンベルクと結ばれている。町は、町内外の自転車道の改善や新設を行っている。地元のバス会社が通学バスおよび近隣市町村やゲッピンゲンへの路線バスを運行している。

### 教育
ハッテンホーフェンには基礎課程学校（1学年 - 4学年）が1校あるだけである。上級の学校は近隣のアルバースハウゼンやシュリアーバッハおよびゲッピンゲンにある。ハッテンホーフェンには幼稚園1園、町立と私立の幼児保育所、昼食付きの日中託児所がある。

### 地元企業
1969年からゾンマーフェルト鉄道模型がある。

## 人物

### 出身者
- ゲオルク・ガルス（ドイツ語版、英語版）（1927年 - 2021年）政治家。

ハッテンホーフェンで育った人物には詩人ルートヴィヒ・ウーラントの曾祖父や詩人フリードリヒ・ヘルダーリンの祖母がいる。

## 関連図書
- Rudolf Moser, ed (1844). “Gemeinde Hattenhofen”. Beschreibung des Oberamts Göppingen. Die Württembergischen Oberamtsbeschreibungen 1824–1886. Band 20. Stuttgart / Tübingen: Cotta’sche Verlagsbuchhandlung. pp. 216–218